# Emmanuel Schmitt
Emmanuel Pierre René Schmitt (Mulhouse, 19 settembre 1966) è un allenatore di pallacanestro ed ex cestista francese.

## Palmarès

### Allenatore
- Coppa di Svizzera: 1

Geneva Devils: 2004
- Coppa di Lega svizzera: 2

Geneva Devils: 2004
Neuchâtel: 2014